# Aphylla robusta
Aphylla robusta е вид водно конче от семейство Gomphidae.

## Разпространение
Видът е разпространен в Перу.